# Torta Tre Monti
Torta Tre Monti (z wł. Ciasto trzech szczytów) – jest tradycyjnym sanmaryńskim ciastem. Składa się z wafli nadziewanych kremem kakaowym i z orzechów laskowych. Produkt końcowy jest pokryty czekoladą. Jest on podobny do innych deserów San Marino, ale tylko ten przedstawia trzy wieże w San Marino.
W San Marino, tort produkowany jest przez firmę La Serenissima od 1942 roku. Sprzedawana jest zarówno wersja tradycyjna jak i w innych wersjach, w tym z kawą.